# Elecciones municipales de Nicaragua de 2009
Las elecciones municipales de Nicaragua de 2009 se realizaron el domingo 18 de enero. Solamente se celebraron en siete municipios de la Región autónoma de la Costa Caribe Norte, que no pudieron participar en las elecciones del año pasado, al haber sido afectadas por el huracán Félix en el 2007.

## Resultados
El Frente Sandinista de Liberación Nacional obtuvo cuatro de las siete alcaldías en juego, específicamente los municipios de Puerto Cabezas, Bonanza, Rosita y Waspán. Por su parte, el Partido Liberal Constitucionalista se alzó con las municipalidades de Mulukukú y Siuna. El partido regional indígena YATAMA venció únicamente en Prinzapolka.
Los partidos Alianza Liberal Nicaragüense (ALN), Partido Resistencia Nicaragüense (PRN), el partido regional PAMUC, y la Alternativa por el Cambio (AC) presentaron candidatos para estos comicios, pero no consiguieron hacerse con un gobierno municipal.

## Eventos posteriores
A diferencia de las últimas elecciones, no se reportaron hechos de violencia política. Aunque el candidato por el PLC en Puerto Cabezas, Osorno Coleman, denunció fraude electoral y aseguró que los "ánimos están caldeados" entre sus partidarios.